# Divico

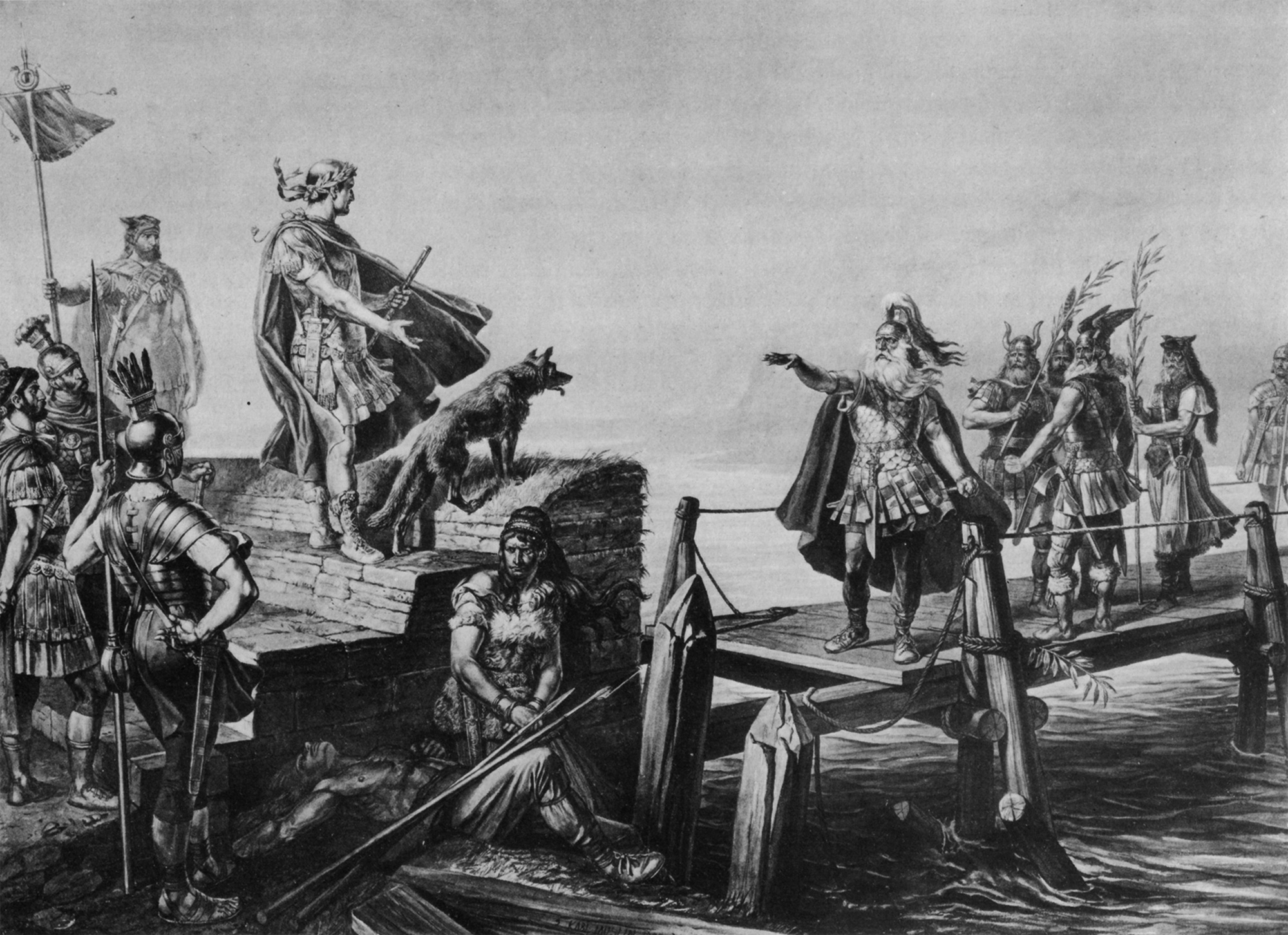
Juliusz Cezar i Divico nad Saoną

Divico (czasem w tekstach polskich: Dywikon; ur. ok. 130 r. p.n.e., zm. po 58 r. p.n.e.) - wódz jednego z plemion helweckich, Tygurynów, żyjących na Wyżynie Szwajcarskiej. Na czele tego plemienia wraz z Cymbrami, Ambronami i Teutonami pod koniec II w. p.n.e. wtargnął do rzymskiej prowincji Galii Narbońskiej. W 107 r. p.n.e. w bitwie pod Agen Tygurynowie pokonali armię rzymską, dowodzoną przez konsula Lucjusza Kasjusza.
Juliusz Cezar zanotował w swej Wojnie galijskiej, że Divico, który brał udział w bitwie pod Agen, kierował później, w 58 r. p.n.e., po śmierci Orgetoryksa, niedoszłą akcją przesiedleńczą Helwetów do Akwitanii oraz oddziałami helweckimi nad Saoną i w bitwie pod Bibracte. Obecnie część historyków sądzi, że może tu chodzić o dwie różne osoby.